# 水野貴史
水野 貴史（みずの たかし、1972年11月2日 - ）は、地方競馬・浦和競馬場の調教師。かつては騎手として、同競馬場の他高崎競馬場で活動していた。父は高崎競馬場の元調教師水野清貴、双子の兄は日本中央競馬会 (JRA) 所属の調教師・水野貴広。

## 来歴
1990年4月10日に高崎競馬場所属騎手としてデビューし、4月11日にデビュー8戦目で初勝利を挙げる。兄より騎手デビューは早かった。
1991年8月4日、高知競馬場で行われた第6回全日本新人王争覇戦出場（10頭立て3着）。10月には群馬記念を勝ち、初重賞制覇と通算100勝を同時に達成した。
1996年からは高崎リーディングジョッキーの常連となる。10月6日に毎日王冠でJRA初騎乗し、12番人気だったダンディテシオで11着だった。
2002年4月21日の京都競馬場第12レースを15番人気だったブランニューカラーで勝利し、JRA初勝利を挙げた。2007年9月時点で唯一のJRAでの勝利となっている。この年は857戦155勝で北関東のリーディングジョッキーとなる。
2003年、948戦148勝で2年連続で高崎のリーディングジョッキーとなる。
2004年、12月31日の開催を最後に高崎競馬場が廃止される。1061戦137勝を挙げ最後の高崎でのリーディングジョッキーとなった（3年連続）。
2005年、北関東から南関東に移籍し、4月8日付で浦和競馬場の浜村恵厩舎所属となる。4月16日に移籍後初騎乗となった浦和競馬第1競走では3着となり、同日第10競走で勝利し、移籍後初勝利を挙げた。
2007年、2月20日に大井競馬場で行われたフォーチュネイト水仙特別で、兄の管理馬であるリアルファンタジーに騎乗し7着となる。このレースは兄にとって地方競馬への初出走だった。6月23日から7月21日まで武者修行の為にオーストラリアに遠征し、メルボルン地区にあるバララット競馬場を中心にパケナム競馬場、サンダウンパーク競馬場などで騎乗。6月28日にバララット競馬場で遠征後初騎乗で初勝利を挙げている。遠征時には、現地で開業している繁実剛調教師に世話になった。
2008年12月24日、浦和競馬の第19回オーバルスプリントをトーセンラヴで優勝し、南関東移籍後初重賞制覇。
2013年5月31日、平成25年度第1回調教師免許試験に合格したのに伴い騎手を引退。引退間近の3月23日には、自ら志願して廃止前日の福山競馬場にスポット参戦した。翌6月1日付けで調教師となった。
2016年3月16日大井・京浜盃をタービランスで制し、調教師としての重賞初勝利。

## 主な騎乗馬
- カツサニー（1991年群馬記念）
- デルマキングオー（2000年・2001年高崎大賞典、2001年開設記念【高崎】、高崎記念ほか）
- メモリーブロンコ（2002年北関東ダービーほか）
- テンリットル（2002年 - 2003年高崎大賞典ほか）
- タイガーロータリー（2003年北関東ダービー、北関東菊花賞ほか）
- トーセンラヴ（2008年オーバルスプリント）
- ドラゴンウィスカー（2011年ニューイヤーカップ）

## 主な管理馬
- タービランス（2016年京浜盃、羽田盃、2019年報知グランプリカップ、2020年・2021年埼玉新聞栄冠賞)
- ティーズダンク（2020年戸塚記念、2021年マイルグランプリ、ゴールドカップ、2022年プラチナカップ）
- アイウォール（2023年川崎マイラーズ）

出典:

## 厩舎所属者
- 福原杏（騎手、2019年 - ）
- 高橋哲也（騎手、2023年4月1日 -）

※太字は門下生